# Piruauna tuberosa
Piruauna tuberosa är en skalbaggsart som beskrevs av Maria Helena M. Galileo och Martins 1998. Piruauna tuberosa ingår i släktet Piruauna och familjen långhorningar. Inga underarter finns listade i Catalogue of Life.